# Rhynchosia rostrata
Rhynchosia rostrata är en ärtväxtart som beskrevs av George Bentham. Rhynchosia rostrata ingår i släktet Rhynchosia och familjen ärtväxter. Inga underarter finns listade i Catalogue of Life.